# Dany Boon
Dany Boon (pronunciado /bun/) (Armentières, 26 de junio de 1966), cuyo nombre real es Daniel Hamidou, es un actor, humorista y director de cine francés. Su obra más conocida es Bienvenue chez les Ch'tis.

## Biografía

### Vida privada
Dany Boon nació el 26 de junio de 1966, en el seno de una familia modesta en la ciudad de Armentières al norte de Francia. Su padre Ahmed Hamidou era argelino berebere y nació en el pueblo de Issers (al este de Argel) en 1930 y murió en la ciudad francesa de Lille (al norte de Francia); fue boxeador y camionero. Por su parte, su madre Danielle Ducatel es francesa del norte, ama de casa y católica. Su nombre se debe a un héroe del oeste americano de una serie de televisión emitida a mediados de los años 1970. Tiene dos hermanos, Alexis y Philippe.
Estudió artes gráficas en la Escuela Superior de las Artes de San Lucas en la ciudad de Tournai, Bélgica. 
Salió con la actriz Sophie Hermelin con la que tendrá a su primer hijo. En 1998 conoce a la actriz Judith Godrèche, con quien se casó para más tarde divorciarse en 2002. El 26 de diciembre de 2003 se vuelve a casar, esta vez con Yaël Harris, una modelo y guionista suiza nacida en 1980 a la que conoció en diciembre de 2002. Esta tiene un pequeño papel en la película Bienvenidos al Norte (Bienvenue chez les Ch'tis) además de colaborar en la realización artística de la misma. Aunque era católico, tras su matrimonio con Yaël Harris, se convirtió al judaísmo.  En alguna ocasión afirmó que se había convertido al judaísmo por convicción personal y no por casarse con Yaël.  Se divorció de su segunda esposa en noviembre del 2018.  En el 2019 y poco tiempo después empezó a salir con la actriz cómica y guionista de cine francés, Laurence Arné (nacida el 4 de febrero de 1982) con la que ha trabajado en la película Radin.
Es padre de cinco hijos:
- Mehdi, nacido el 25 de agosto de 1997 de su relación con la actriz Sophie Hermelin.
- Noé, nacido el 4 de septiembre de 1999, hijo de Judith Godrèche.
- Eytan, nacida el 23 de junio de 2005  , Élia, nacida el 20 de diciembre de 2006  y Sarah, nacida el 27 de febrero de 2010, con Yaël Harris.

Al comienzo de la película Micmacs à tire-larigot (2009), Noé interpreta el papel de Bazil de niño, que luego, de adulto, es Dany Boon.
Daniel Boon ha vivido en Francia, Los Ángeles y en Londres.  Le encanta todo lo que tiene que ver con el mundo anglosajón y se siente muy cercano al pueblo belga.  Es un fan del equipo nacional de fútbol de Francia.
Dany Boon es padrino de la asociación francesa Solidarité Avesnois que tiene por objetivo aportar el apoyo necesario a los siniestrados del Tornado en Val-de-Sambre de 2008, que afectó el norte de Francia en agosto de 2008.

### Carrera
Llegó a París en 1989 con 23 años, donde no encuentra un trabajo estable, por lo que recurre al mimo en la calle a la vez que produce algunas escenas abiertas como la del Teatro de Trévise en el barrio 9 de la capital francesa.  
Su estilo preferido es el monólogo, ya que le permite intercambiar diversos personajes con los que el público se identifica. En 1993, Patrick Sébastien se convierte en su productor. Sus sketch se inspiran en situaciones cotidianas, como los vividos por los espectadores, tales como la espera interminable en la oficina de correos o los incidentes ocurridos durante la conducción de un coche. Una de las actuaciones que más éxito le dieron, fue aquella en la que imitaba a un depresivo que intentaba superar su angustia por el método de Émile Coué, repitiendo sin descanso « Estoy bien, todo va bien, soy feliz, todo me agrada, no veo porqué no funciona». Se pueden citar también, los contratiempos de Jean-Pierre, obsesionado por el culturismo, tanto que permanece un día haciendo pesas en el gimnasio, o aquella en la que un hombre sin cultura intenta comunicarnos su gusto por la lectura.
Dany Boon es igualmente músico. Es conocida su versión Piensa en mi de Luz Casal de la película Tacones Lejanos de Pedro Almodóvar, pero también compone sus propias canciones como Le Blues du 'tiot poulet.
El "Nord-Pas-de-Calais" es uno de sus temas favoritos. Además, también participó en 2003 en uno de sus espectáculos en ch’ti, Dany Boon à s’baraque et en ch’ti, representado en el Théâtre du Nouveau siècle de Lille y editado en DVD (9 y 10 de junio de 2003).

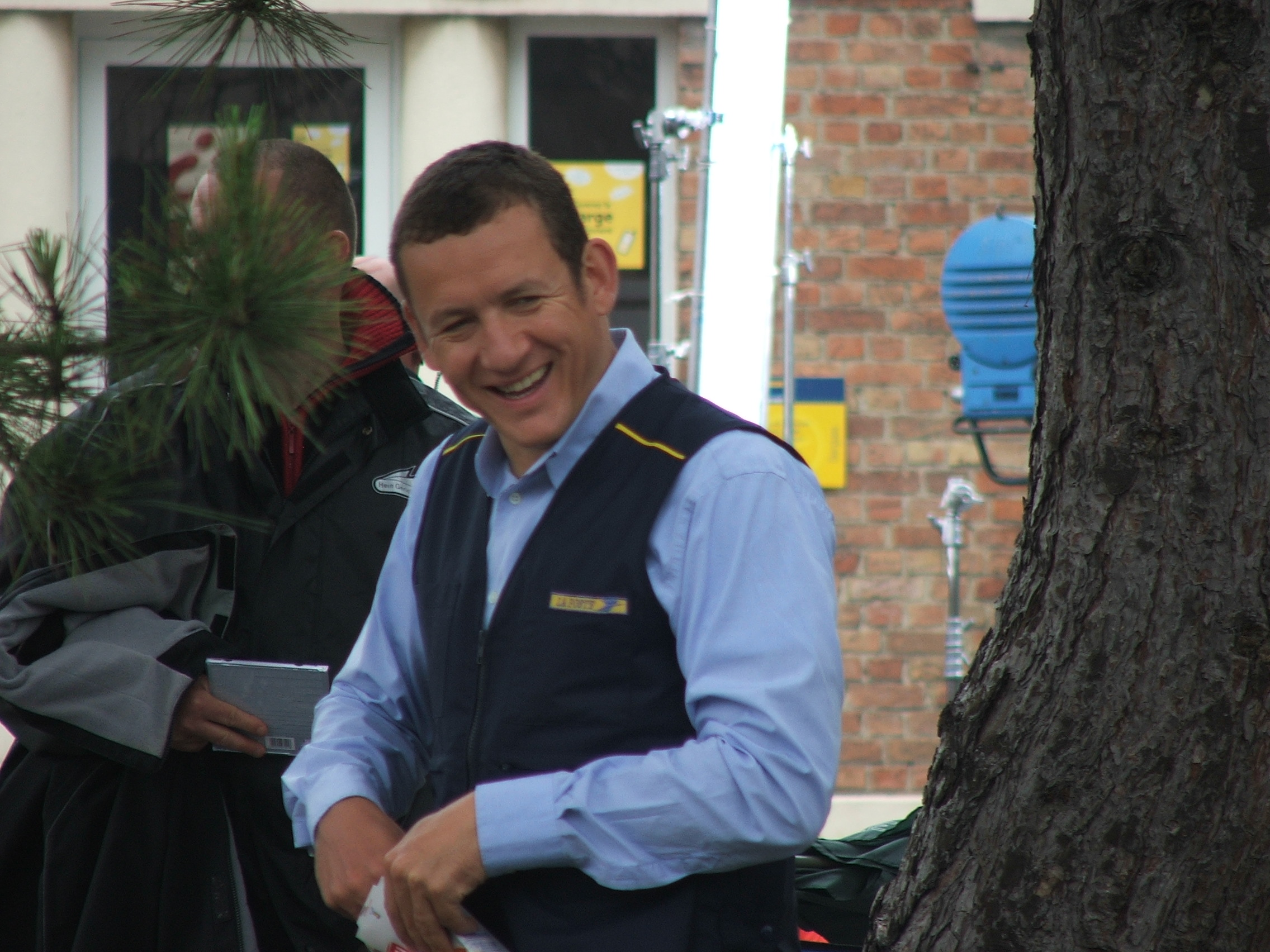
Dany Boon durante el rodaje de la película Bienvenidos al Norte.

En 2003 realiza una obra de teatro La Vie de chantier (también en DVD), que fue adaptada al cine bajo el título La casa de tus sueños (2006), marcando los inicios de la carrera de Dany Boon como realizador. Al mismo tiempo, ha participado como actor protagonista en diversas películas, no todas comedias. Es el caso de Joyeux Noël (2005), gracias a la cual fue nominado a los Premios César.
En febrero de 2008, sale a la luz el film Bienvenidos al Norte (Bienvenue chez les Ch'tis) realizada, escrita y dirigida por él, además de reservarse un papel secundario en la misma. Ha batido todo los récord previstos tanto en Francia como en el resto de países, consiguiendo ser la película más vista en su país (con más de 20 millones de espectadores en cuatro semanas) así como una de las cintas europeas más taquilleras. Ha conocido, por ejemplo, un gran éxito en Bélgica, principalmente, en la región fronteriza con el país galo, donde existe una fuerte proximidad cultural. También acaba de superar todas las expectativas en cuanto a venta de DVD se refiere: más de dos millones de ejemplares en una semana.

## Monólogos
- 1992: Je vais bien, tout va bien
- 1993: Chaud mais pas fatigué en el Café de la Gare.
- 1994: Dany Boon Fou ? en el Teatro Tristan Bernard de París.
- 1995-1996: Dany Boon en el Palais des glaces.
- 1997: Tout entier
- 1998: Nouveau spétak
- 1998: Dany Boon en el Bataclan.
- 2000: A French comedian lost in L.A. (en el Melrose Theatre de Los Ángeles).
- 2001: En parfait état en el Casino de París.
- 2003: À s’baraque et en ch’ti
- 2006: Waïka
- 2009: Dany Boon à l'Olympia, a partir del 18 de noviembre de 2009.

## Obras de teatro
- 1992: La La love you de Delphine Majoral en el Teatro de Bery-Zèbre.
- 1997: Les Voilà de les Voilà en el Teatro Trévise, en el Café de la Gare y con una primera parte de Gustave Parking en el Casino de París.
- 2003: La Vie de chantier de Dany Boon en el Théâtre du Gymnase Marie Bell.

- 2007: Le Dîner de cons (de octubre de 2007 a marzo de 2008 en el théâtre de la Porte Saint-Martin), en el papel de François Pignon.

## Televisión
- 1995: Les Zacros de la télé

## Filmografía

### Actor
- 1993: Sans queue ni tête (corto) de Jean-Henri Meunier.
- 1997: Bean, lo último en cine catastrófico de Mel Smith.
- 1997: Le Déménagement de Olivier Doran: Alain
- 1997: Parole d'homme de Philippe Le Dem: Gérard
- 1998: Bimboland de Ariel Zeitoun: Greg
- 2004: Pédale dure de Gabriel Aghion: Sébastien Jouve
- 2004: Gang de requins como la voz de Frankie.
- 2005: La cena de los idiotas de Francis Veber: Richard
- 2005: Noche de paz de Christian Carion: Ponchel
- 2005: The Magic Roundabout de Dave Borthwick.
- 2006: Allez raconte (serie de dibujos animados adaptados al cine en la que pone voz al papá que cuenta las historias a Jeanne et Pierre).
- 2006: La casa de tus sueños de Dany Boon: Charles Boulin
- 2006: Mi mejor amigo de Patrice Leconte: Bruno Bouley
- 2008: Bienvenidos al norte de Dany Boon: Antoine Bailleul
- 2007: Cendrillon et le Prince (pas trop) charmant - da voz al príncipe encantador.
- 2008: Dr. Seuss' Horton Hears a Who! - voz francesa de Horton.
- 2008: Mia et le Migou - voz francesa de los Migous.
- 2009: Cambio de Papeles - de Pascale Pouzadoux: Hugo
- 2009: Le code a changé de Danièle Thompson: Piotr - "Cena de amigos"
- 2009: Micmacs de Jean-Pierre Jeunet: Bazil
- 2010: Bienvenidos al Sur de Luca Miniero: Le vacancier Ch'ti
- 2011: Nada que Declarar de Dany Boon: Mathias Ducatel - "Nada que declarar"
- 2012: Astérix y Obélix al servicio de su majestad de Laurent Tirard: Tetedepiaf
- 2012: Un plan parfait de Pascal Chaumeil: Jean-Yves - "Llévame a la luna"
- 2013: Eyjafjallajökull (rodado entre mayo-junio de 2012) de Alexandre Coffre: "El volcán"
- 2014: Supercondríaco
- 2016: Manual de un Tacaño (Manual de un Tacaño) de Fred Cavayé
- 2018: Mi familia del norte de Dany Boon: René Valentin .
- 2019: Murder Mystery de Kyle Newacheck[3] (trabajó con Adam Sandler y Jennifer Anniston): Inspector de la Interpol Laurent Delacroix
- 2019: Le Dindon, película de Jalil Lespert
- 2020: Una misión de locos de Ludovic Colbeau-Justin  : Leo Milan "Lion"
- 2021: Le Palmier, película de Dany Boon.
- 2021: Calle de la Humanidad, 8, de Dany Boon: Martin Becquart.

### Director y guionista
- 2006: La casa de tus sueños
- 2008: Bienvenidos al norte
- 2011: Nada que declarar
- 2014: Supercondríaco
- 2017: Raid dingue
- 2018: Mi Familia del Norte
- 2021: Calle de la Humanidad, 8 (película en recuerdo a lo vivido en el mundo por la COVID-19) para Netflix.

## Premios
- Césars 2006: nominado como el mejor papel secundario masculino por Joyeux Noël.
- Césars 2006: nominado como el mejor papel secundario masculino por La Doublure.
- Prix Raimu de la Comédie 2008: mejor actor por Bienvenidos al norte.

## Distinciones
- Miembro de l'ordre des Arts et des Lettres[4]- 26 de junio de 2008
- Caballero de la Légion d'honneur[5] 10 de noviembre de 2009